# Sol d'en Serra
La platja de Sol d'en Serra es troba al sud de la localitat de Santa Eulària a continuació de cala Llonga.

## Característiques
És una platja tranquil·la té 70 metres de llarg i 10 metres d'amplada, l'arena de la platja és gruixuda, i amb aigües cristal·lines.

## Com arribar-hi
Per carretera asfaltada, bé des de Santa Eulària agafant la indicació situada entre el km. 11 i 12 de la carretera d'Eivissa a Santa Eulària, o bé des d'Eivissa, en aquest cas passant prèviament per Jesús. Zona residencial turística.
Una vegada en cala Llonga, agafar l'indicador cap a sòl d'en serra, aquest camí no està asfaltat i té un recorregut de 3 km fins a la platja.